# Vim Motor Truck Company
Vim Motor Truck Company, vorher Touraine Company, war ein US-amerikanischer Hersteller von Kraftfahrzeugen. Eine Quelle nennt die Touraine Motor Company als erste Firmierung, was aber durch eine Anzeige widerlegt ist.

## Unternehmensgeschichte
Das Unternehmen wurde 1912 in Philadelphia in Pennsylvania gegründet. Als Vorgängergesellschaft gilt die Nance Motor Car Company. Harold B. Larzelere leitete beide Unternehmen. Geldgeber war ein Investor namens Touraine. Im gleichen Jahr begann die Produktion von Personenkraftwagen. Der Markenname lautete Touraine.
1913 kamen Nutzfahrzeuge dazu, die als Vim vermarktet wurden. 1914 gab es einen Kleinwagen mit dem gleichen Namen, der offensichtlich ein Prototyp blieb.
1915 erfolgte die Umfirmierung in Vim Motor Truck Company.
1916 endete die Pkw-Produktion. Lastkraftwagen entstanden noch bis 1923.

## Fahrzeuge

### Pkw der Marke Touraine
Alle Fahrzeuge hatten einen Sechszylindermotor. 1912 war das einzige Modell mit 35/40 PS angegeben. Das Fahrgestell hatte 315 cm Radstand. Zur Wahl standen offene Tourenwagen mit fünf Sitzen und ein Runabout mit zwei Sitzen.
1913 gab es zwei Modelle. Beim kürzeren war der Motor mit 40/50 PS angegeben. Der Radstand betrug 315 cm. Überliefert sind Tourenwagen mit fünf Sitzen, ein Roadster mit drei Sitzen, Victoria und Limousine. Daneben gab es den 45/50 HP. Sein Radstand maß 340 cm. Er war als Tourenwagen mit sieben Sitzen und als Phaeton mit fünf Sitzen erhältlich.
1914 stand das kürzere Modell als Raceabout, Runabout und Coupé mit jeweils zwei Sitzen in den Listen. Das längere Modell soll den gleichen Motor von 40/50 PS gehabt haben. Limousine, Tourenwagen mit vier, fünf und sieben Sitzen, Victoria mit sieben Sitzen, Brougham und ein Town Landaulet standen zur Wahl.
1915 gab es das kürzere Modell nur noch als zweisitzigen Runabout. Das längere Modell war nun wieder mit 45/50 PS angegeben. Überliefert sind Tourenwagen und Limousine mit jeweils sieben Sitzen und ein Toy Tonneau mit fünf Sitzen.
1916 entfiel das kurze Modell. Der verbliebene 45/50 HP war als Tourenwagen und Roadster erhältlich.
| Jahr | Modell   | Zylinder | Leistung (PS) | Radstand (cm) | Aufbau                                                                                                 |
| ---- | -------- | -------- | ------------- | ------------- | --- |
| 1912 | 35/40 HP | 6        | 35/40         | 315           | Tourenwagen 5-sitzig, Runabout 2-sitzig                                                                |
| 1913 | 40/50 HP | 6        | 40/50         | 315           | Tourenwagen 5-sitzig, Roadster 3-sitzig, Victoria, Limousine                                           |
| 1913 | 45/50 HP | 6        | 45/50         | 340           | Tourenwagen 7-sitzig, Phaeton 5-sitzig                                                                 |
| 1914 | 40/50 HP | 6        | 40/50         | 315           | Raceabout 2-sitzig, Runabout 2-sitzig, Coupé 2-sitzig                                                  |
| 1914 | 40/50 HP | 6        | 40/50         | 340           | Limousine, Tourenwagen 4-sitzig und 5-sitzig und 7-sitzig, Victoria 7-sitzig, Brougham, Town Landaulet |
| 1915 | 40/50 HP | 6        | 40/50         | 315           | Runabout 2-sitzig                                                                                      |
| 1915 | 45/50 HP | 6        | 45/50         | 340           | Tourenwagen 7-sitzig, Limousine 7-sitzig, Toy Tonneau 5-sitzig                                         |
| 1916 | 45/50 HP | 6        | 45/50         | 340           | Tourenwagen, Roadster                                                                                  |

### Pkw der Marke Vim
Das einzige Modell war wesentlich kleiner als die Fahrzeuge der Marke Touraine. Eine Quelle bezeichnet es als Cyclecar. Mangels Daten ist nicht nachweisbar, ob es tatsächlich die Kriterien für Cyclecars einhielt. Eine Serienproduktion ist nicht bekannt.

### Lkw der Marke Vim
Die Fahrzeuge hatten Vierzylindermotoren von unterschiedlichen Herstellern. Die Lastkraftwagen waren mit 1,5 bis 3 Tonnen angegeben.